# Glyptothorax coracinus
Glyptothorax coracinus är en fiskart som beskrevs av Ng och Walter J. Rainboth 2008. Glyptothorax coracinus ingår i släktet Glyptothorax och familjen Sisoridae. IUCN kategoriserar arten globalt som otillräckligt studerad. Inga underarter finns listade i Catalogue of Life.